# Heterochaenia rivalsii
Heterochaenia rivalsii là loài thực vật có hoa trong họ Hoa chuông. Loài này được Badré & Cadet mô tả khoa học đầu tiên năm 1972.